# Faes Farma
Faes Farma, originalmente Fábrica Española de Productos Químicos y Farmacéuticos (FAES), es una empresa farmacéutica española ubicada en el barrio vizcaíno de Lamiaco (Lejona). Fue fundada en 1933, pionera en la creación de diversos medicamentos, y cotiza en la bolsa española desde los años 40 del siglo XX.
La compañía tiene su sede, centro de producción y centro de I+D+i en la localidad de Lejona, pero dispone de oficinas en Madrid y Barcelona. También cuenta con filiales en Portugal, Italia (participada al 51 %), México, Guatemala, Colombia, Chile, Perú, Bolivia, Ecuador y Nigeria, así como con una división dedicada a la nutrición y salud animal denominada FARM Faes.

## Historia
Desde sus inicios, Faes Farma —especializada en la industria farmacéutica— ha sido una de las empresas más importantes del sector químico en Vizcaya. Fue fundada el 29 de julio de 1933, impulsada por la familia Serra, y en un principio contaba con un capital de dos millones de pesetas. Estaba situada junto al curso del río Ibaizábal, en el valle de Lamiaco. Esta zona, ubicada en la margen derecha de la ría, venía siendo un importante centro industrial desde finales del siglo XIX.
En sus instalaciones, que ocupaban un área de 4000 metros cuadrados, se elaboraban sales de bismuto, cloruros y óxido amarillo de mercurio, principalmente a partir de minerales extraídos en Córdoba y Almadén.
Desde el principio, la empresa estuvo involucrada en la búsqueda de productos terapéuticos para combatir enfermedades que en ese momento eran endémicas entre la población española, como la sífilis, las fiebres recurrentes o las fiebres de Malta. Su principal producto fue NEO-FAES (neoarsenobenzol), del que se vendieron 300 000 unidades durante el primer año. En el periodo de autarquía posterior a la Guerra Civil, se inicia una etapa de esfuerzo científico e investigador, provocada por la escasez de materias primas que hasta entonces habían procedido del mercado europeo. De hecho, FAES era la única empresa española con capacidad para producir arseno-benzoles y arsenicales antiluéticos, compuestos orgánicos que fueron pioneros en su uso como antibióticos para el tratamiento de enfermedades infecciosas, utilizados en hospitales y clínicas. Los productos más populares que creó en aquella etapa fueron SULFO-FAES, CALCIO-FAES y URO-FAES.
En la década de 1940 se comenzó la producción de sulfopiridina, sulfotiazol y arsenóxido. En Lamiaco también se inició el procesamiento de la sacarina, y las sales de bario utilizadas en radiología.
En las décadas de 1950 y 1960, se comenzó la producción de herbicidas y pesticidas, tales como canfocloro, policlorocanfeno o dinitrona. Sin embargo, a partir de la década de 1970, la compañía se centró principalmente en los productos farmacéuticos. En ese momento se producían 73 medicamentos diferentes, para su uso en todas las áreas. En 1978 lograron sintetizar hidrosmina, un medicamento que se comercializó con el nombre de Verosmil.
A partir de la década de 1990 se iniciaron alianzas con otras empresas y se incursionó en los mercados internacionales. En la década de 2010, se sintetizó un exitoso antihistamínico llamado bilastina.
El grupo Faes Farma inició su diversificación hacia el sector de nutrición y salud animal en 2007, con la compra de Ingaso. En 2017 continuó con dicha estrategia mediante la adquisición de las empresas Initial Technical Foods y Tecnovit, dedicadas a la nutrición animal.
En 2025 Faes Farma reforzó su posición en oftalmología con la adquisición de la compañía oftalmológica portuguesa Edol por un importe de 75 millones de euros, así como de la empresa farmacéutica italiana especializada en oftalmología SIFI. Esta última compra realizada en junio, por valor de 270 millones de euros, es la mayor en la historia de Faes, y con estas dos adquisiciones el segmento de oftalmología pasa a representar cerca del 20 % del total de ingresos del grupo.

## Instalaciones
En 1935, el arquitecto Enrique Belda diseñó los primeros edificios de producción y las oficinas generales, aunque su fisonomía ha ido cambiando desde su inauguración. Su aspecto actual se debe a las ampliaciones de los años 50, 60 y 70, realizadas por arquitectos como Rafael Fontán o Pedro Ispizua Susunaga, en colaboración con el propio Belda, Gregorio Viteli y Francisco Javier Ispizua Uribarri. El conjunto de edificios se organiza en pabellones, dispuestos en torno a calles y espacios interiores en forma de plaza, para facilitar la movilidad. La mayoría son de hormigón armado, con estructura vista, y los muros de cerramiento son de mampostería, con acabado de ladrillo visto, lo que unifica y crea una sensación de conjunto, a pesar de la variedad de tipologías y épocas edificatorias. La cubierta es plana.
En el tratamiento de la fachada se utiliza un repertorio decorativo de líneas clásicas con escudos, frontones y columnas, y se presta especial atención a la puerta de entrada, donde se recogen los elementos decorativos característicos del conjunto. El edificio de investigación se ubica detrás de la zona de producción y, conectado a esta por un cuerpo de tres alturas, destaca del resto de edificios por su caja de escalera, que sobresale en fachada y destaca en altura. Las instalaciones se completan con dependencias auxiliares, como la planta de tratamiento de aguas y varios pabellones, como el de molienda, liofilización, electrólisis y un pequeño zoo industrial (hoy almacén).

### Nueva fábrica de Derio
A mediados de 2024 concluyó la construcción de la nueva fábrica ubicada en el Parque Científico y Tecnológico de Bizkaia. La planta, que ocupa una superficie construida de 60 000 metros cuadrados y ha supuesto una inversión de 200 millones de euros, tiene como objetivo duplicar la producción de fármacos de la compañía (aunque, con una inversión adicional en maquinaria, ésta se podría hasta triplicar). Desde inicios de 2025, el nuevo centro cuenta con la autorización de la Unión Europea para operar como laboratorio y centro de producción de fármacos, lo que permitió iniciar la producción. El traslado de la carga de trabajo desde su planta de Lamiako se irá haciendo de forma escalonada hasta completarse en 2027, según las previsiones, y llegar a los 100 millones de unidades de medicamentos al año.
La nueva fábrica ha sido diseñada con una visión a largo plazo, según la compañía. Desde esta planta de Derio se exportará a todo el mundo, por lo que se han abierto puertas a lo largo del edificio para categorizar los envíos hacia cada país y facilitar las labores logísticas, que pasan a desempeñar un papel preponderante. De este modo, el área de producción ocupa un tercio de las instalaciones mientras que el resto se corresponde con la parte logística, que incorpora un almacén robotizado además de uno convencional. Además, la compañía ha apuntado que «una petición indispensable que hicimos desde Faes Farma a las empresas de ingeniería que participaron en la construcción fue la de que el edificio tuviera mucha luz para mejorar el entorno de trabajo y las labores de los empleados».